# 상원여자중학교
상원여자중학교(上院女子中學校)는 대한민국 경기도 성남시 수정구 단대동에 있는 공립 중학교이다.

## 학교 연혁
- 1981년 3월 24일 : 개교
- 1984년 10월 25일 : 도지정 체육교육 시범학교 운영 결과보고
- 1994년 10월 17일 : 시지정 과학교육 시범학교 운영 결과보고
- 1996년 9월 1일 : 강당 조정(구관 4층 2,5실)
- 1997년 6월 1일 : 액정 비전용 스크린 설치 및 암막 설치(100인치)
- 2001년 10월 1일 : 학교 교훈석 설치
- 2009년 1월 30일 : 도서실, 영어체험실 리모델링
- 2023년 9월 1일 : 제14대 심혜경 교장 취임
- 2024년 1월 9일 : 제41회 졸업식(졸업생 77명, 누적 14,917명)
- 2024년 3월 4일 : 제42회 입학식(3학급 입학생 62명)

## 참고 자료
- 상원여자중학교 - 한국교육학술정보원 학교알리미